# Aktedrilus sinensis
Aktedrilus sinensis är en ringmaskart som beskrevs av Erséus 1984. Aktedrilus sinensis ingår i släktet Aktedrilus och familjen glattmaskar. Inga underarter finns listade i Catalogue of Life.